# Perfekte Saison
Die perfekte Saison oder nur perfekte Saison ist ein Begriff aus dem Bereich des Sportes. Der Ausdruck entstand in den Vereinigten Staaten als Perfect Season oder auch Perfect Record, wenn ein Team alle Spiele der regulären Saison beziehungsweise alle Spiele der regulären und der Post-Season gewonnen hat. Dies stellt für das Team einen Leistungsbeweis dar, der über den Titelgewinn hinausgeht. Wenn ein Team jedoch sicher für das Heimrecht in den Playoffs qualifiziert ist, werden in den späten Spielen die Stammspieler häufig geschont, was zu Niederlagen führen kann.
Der deutsche Begriff wird auch für einen Einzelsportler verwendet, wenn dieser jeden Wettkampf in einer Saison für sich entschieden hat.

## „Perfekte Saison“ in Ligaformaten (obere Ligen)
In Wettbewerben im Ligabetrieb (Spiele jeder gegen jeden) konnten nachfolgend aufgeführte Teams die Spielzeit ohne Punktverlust beenden, alle Ligaspiele wurden gewonnen:
| Sportart          | Land        | Liga                        | F / M  | Ligarang | Saison  | Team                   | Spiele | Anmerkungen                                                      |
| ----------------- | ----------- | --------------------------- | ------ | -------- | ------- | ---------------------- | ------ | ---------------------------------------------------------------- |
| Handball          | Deutschland | Bundesliga                  | Frauen | 1.       | 2020/21 | Borussia Dortmund      | 30     |                                                                  |
| Handball          | Deutschland | Bundesliga                  | Frauen | 1.       | 2021/22 | SG BBM Bietigheim      | 26     |                                                                  |
| Handball          | Deutschland | Bundesliga                  | Frauen | 1.       | 2016/17 | SG BBM Bietigheim      | 26     |                                                                  |
| Handball          | Frankreich  | Starligue                   | Männer | 1.       | 2021/22 | Paris Saint-Germain    | 30     | erstes Team, dem eine verlustpunktfreie Saison in der LNH gelang |
| Handball          | Spanien     | Liga ASOBAL                 | Männer | 1.       | 2019/20 | FC Barcelona           | 19     | die Meisterschaft wurde wegen der COVID-19-Pandemie abgebrochen  |
| Handball          | Deutschland | Bundesliga                  | Männer | 1.       | 2011/12 | THW Kiel               | 34     | erstes Team, dem eine verlustpunktfreie Saison in der HBL gelang |
| Handball          | Deutschland | 3. Liga                     | Frauen | 3.       | 2021/22 | HC Rödertal            | 26     | damit Aufstieg in die 2. Bundesliga 2022/23                      |
| Handball          | Spanien     | Liga ASOBAL                 | Männer | 1.       | 2020/21 | FC Barcelona           | 34     | nach 2020 zweite Saison in Folge ohne Verlustpunkt               |
| Handball          | Spanien     | Liga ASOBAL                 | Männer | 1.       | 2016/17 | FC Barcelona           | 30     | nach 2014 vierte Saison in Folge ohne Verlustpunkt               |
| Handball          | Spanien     | Liga ASOBAL                 | Männer | 1.       | 2015/16 | FC Barcelona           | 28     | nach 2014 dritte Saison in Folge ohne Verlustpunkt               |
| Handball          | Spanien     | Liga ASOBAL                 | Männer | 1.       | 2014/15 | FC Barcelona           | 30     | nach 2014 zweite Saison in Folge ohne Verlustpunkt               |
| Handball          | Spanien     | Liga ASOBAL                 | Männer | 1.       | 2013/14 | FC Barcelona           | 30     |                                                                  |
| Handball          | Spanien     | Liga ASOBAL                 | Männer | 1.       | 2009/10 | BM Ciudad Real         | 30     |                                                                  |
| Fußball           | Italien     | Serie A                     | Frauen | 1.       | 2020/21 | Juventus Turin         | 22     |                                                                  |
| Fußball           | Spanien     | Primera División            | Frauen | 1.       | 2021/22 | FC Barcelona           | 30     |                                                                  |
| Fußball           | Schottland  | Scottish Football League    | Männer | 1.       | 1898/99 | Glasgow Rangers        | 18     |                                                                  |
| Fußball           | Uruguay     | Primera División            | Männer | 1.       | 1941    | Nacional Montevideo    | 20     |                                                                  |
| Fußball           | Ungarn      | Nemzeti Bajnokság           | Männer | 1.       | 1931/32 | Ferencváros Budapest   | 22     |                                                                  |
| Handball          | Deutschland | 2. Bundesliga               | Männer | 2.       | 1991/92 | SG Flensburg-Handewitt | 26     | damit Aufstieg in die Bundesliga 1992/93                         |
| Handball          | Deutschland | 2. Bundesliga               | Männer | 2.       | 2003/04 | TuS N-Lübbecke         | 34     | damit Aufstieg in die Bundesliga 2004/05                         |
| Handball          | Spanien     | Liga ASOBAL                 | Männer | 1.       | 2022/23 | FC Barcelona           | 30     |                                                                  |
| American Football | Europa      | European League of Football | Männer | -        | 2023    | Rhein Fire (ELF)       | 14     |                                                                  |

## American Football

### Vereinigte Staaten
In der National Football League gelang eine Perfect Season bisher nur den Miami Dolphins im Jahr 1972 mit 17 Siegen inklusive Super Bowl VII. Eine perfekte Regular Season mit inzwischen 16 Spieltagen schafften zuletzt die New England Patriots, die in der Saison 2007 mit den Playoffs 18 Spiele gewannen, dann aber im Super Bowl den New York Giants unterlagen.

### Deutschland
In amerikanisch geprägten Sportarten wird der Begriff (teilweise in Anführungszeichen) auch in Deutschland verwendet. So gelang den New Yorker Lions aus Braunschweig in der German Football League (GFL) in der Saison 2014 eine Perfect Season und damit der Gewinn des German Bowls.

### Europa
2023 gelang Rhein Fire eine Perfekte Saison in der European League of Football. 

## Futsal

### Österreich
In der 1. ÖFB Futsal Liga gelang dem 1. FC Allstars Wiener Neustadt in der Saison 2019/20 als erstem Team in Österreich die Perfect Season. Mit 16 Siegen aus 16 Spielen (Grunddurchgang und Oberes Play-off) wurden die Murexin Allstars zum dritten Mal in Folge österreichischer Staatsmeister vor dem Stadtrivalen Fortuna Wr. Neustadt.
Mit 12 Siegen aus 12 Spielen wurde der 1. FSV Wels in der Saison 2024/25 Meister in der 2. ÖFB Futsal Liga Gruppe B und spielte damit die perfekte Saison.

## Handball

### Deutschland
Dem THW Kiel gelang in der Handball-Bundesliga 2011/12 eine perfekte Saison mit 34 Siegen und einer Tordifferenz von +298 Toren (1107:809).

### Spanien
Dem FC Barcelona gelangen vier perfekte Saisons von der Spielzeit 2013/14 bis 2016/17 in der Liga ASOBAL. Darüber hinaus spielten sie 146 Liga-Spiele vom 18. Mai 2013 bis zum 13. April 2018 in Folge ohne Niederlage.

## Mountainbike

### Cross Country
Dem Schweizer Nino Schurter gelangen in der Saison 2017 6 von 6 Rennen. Darüber hinaus gewann er in den Weltmeisterschaften je eine Goldmedaille im Einzel und in der Mixed-Staffel. Im gleichen Jahr gewann er mit Matthias Stirnemann das Cape Epic, die „Tour de France des Mountainbikens“.

### Downhill
Der Britin Rachel Atherton gelangen in der Saison 2016 7 von 7 Rennen. Darüber hinaus gewann sie an den Weltmeisterschaften eine Goldmedaille im Downhill.